# Jacobina
Jacobina là một đô thị thuộc bang Bahia, Brasil. Đô thị này có diện tích 2319,825 km², dân số năm 2007 là 75132 người, mật độ 32,39 người/km².